# Honeywell 316
Honeywell 316は1969年よりハネウェルによって製作された16ビットミニコンピュータ。モデル 116、316、416、516、716からなるシリーズ16 (Series 16) の一部であった。これらはデータ収集、制御、遠隔メッセージ集中管理、医療研究システム、およびタイムシェアリングとして使われた。シリーズ16は1964年にコンピュータ・コントロール・カンパニーのガードナー・ヘンドリーによって設計されたDDP-116をベースにしていた。

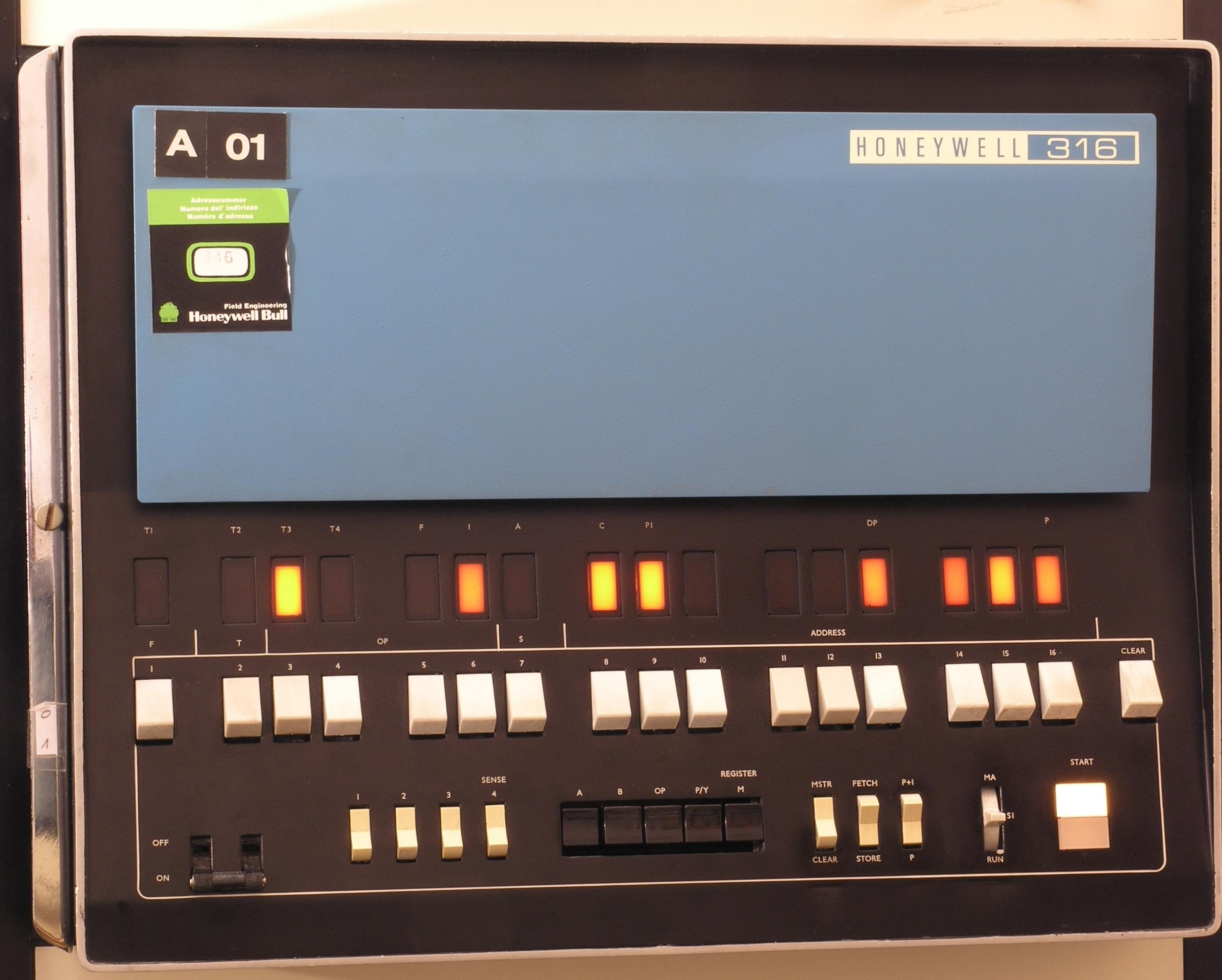
H316のラックマウント型

H-316はアメリカ国立電波天文台でチャールズ・ムーアによって最初の完全にスタンドアロンなForth実装の開発に用いられた。それらはARPANET Interface Message Processor (IMP) として使われたが、多回線制御装置を通して最大63台までのテレタイプ端末をサポートするTerminal IMP (TIP) としてもカスタマイズされた。
元々のPrimeコンピュータはシリーズ16と互換性を持つものとして設計された。
Honeywell 316は産業用にも使われた。316はエセックスのブラッドウェル原子力発電所で原子炉温度監視第1コンピュータとして、内蔵の160kディスクが故障した2000年夏頃まで使われた。それまで第2システムとして使われていた2台のPDP-11/70が第1システムに移された。
日本では1971年1月に日本電気がH-316を国産化してNEAC-3200モデル30、H-516をモデル50として発売した。

## ハードウェア
DDP-516モデルの後継である316はハネウェルによって製造行程制御、データ収集システム、通信集中管理・処理システムとして宣伝された。コンピュータのプロセッサは小型統合DTLモノリシックICで構成されていた。システムの多くの部分は2.5MHzで駆動していたが、一部は5MHzで駆動していた。コンピュータはワード長16ビットで2の補数による並列ビット演算であった。命令セットはインデックスレジスタによる単一アドレスタイプであった。リリース初期では4096から16384ワードのメモリ容量で、後にオプションでメモリ空間を32768ワードまで拡張できるようになった。メモリサイクルは1.6ミリ秒、整数のレジスタ間加算命令は3.2ミリ秒であった、オプションのハードウェア計算オプションとして整数乗除算、倍精度ロード・ストア、および倍精度（31ビット）整数加減算演算を実装することができた。また正規化演算、ソフトウェア浮動小数点演算の実装支援も提供された。 
H-316のプログラミングモデルは次のレジスタで構成される。
- 16ビットAレジスタは第1計算・論理アキュムレータ
- 16ビットBレジスタは倍長計算演算用
- 16ビットプログラムカウンタは次の命令へのアドレスを保持
- 算術オーバーフローを示すキャリーフラグ
- 16ビットXインデックスレジスタはオペランドのアドレス補正を提供する

命令セットは72の計算、論理、入出力およびフロー制御命令を持つ。 
入出力命令はAレジスタを使い、入力と出力が分かれた16ビットバスを使用する。10ビットI/O制御バスは6ビットのデバイスアドレス情報と4ビットの機能選択情報から構成される。基本プロセッサは単一の割り込み信号ラインを持つが、オプションで48個まで割り込みを提供していた。 
ランプとトグルスイッチで構成されたフロントパネルディスプレイに加えて、システムは異なるタイプの入出力装置をサポートしていた。テレタイプ ASR-33 テレプリンターはコンソール入出力装置と紙テープのデータ読み込み・保存に用いることができた。小型システムでは高速紙テープリーダ・パンチャーをデータ記憶用として使われた。周辺装置のハネウェル・ファミリーにはカードリーダ・パンチャー、ラインプリンター、磁気テープ、固定または取り外し可能の両タイプのハードディスクドライブが用意された。 
ラックマウント型は150ポンド（68kg）で475ワットの電力を消費した。ハネウェルは10000ドルを割るミニコンピュータとしてシステムを宣伝した。
Honeywell 316は半導体RAMメモリを使用した最初のコンピュータとしてコンピュータショーで展示されたことで特徴的であった。1972年、Honeywell 316は半導体RAMメモリボードとともに展示された（以前はコアメモリを使用していた）。DTLは電力の消費が大きく長続きしなかったため、量産段階に移ることはなかった。ハネウェルはRAMの生産を可能にする同じ技術がDTLコンピューターの終わりをもたらすことを知っていたが、企業が最先端を歩んでいることを見せしめたかった。

## システムソフトウェア
ハネウェルはH-316プロセッサで動作する最大500のソフトウェアパッケージを供給した。FORTRAN IVコンパイラおよびアセンブラ、リアルタイムディスクオペレーティングシステム、システムユーティリティ、ライブラリも利用できた。

## キッチン・コンピュータ

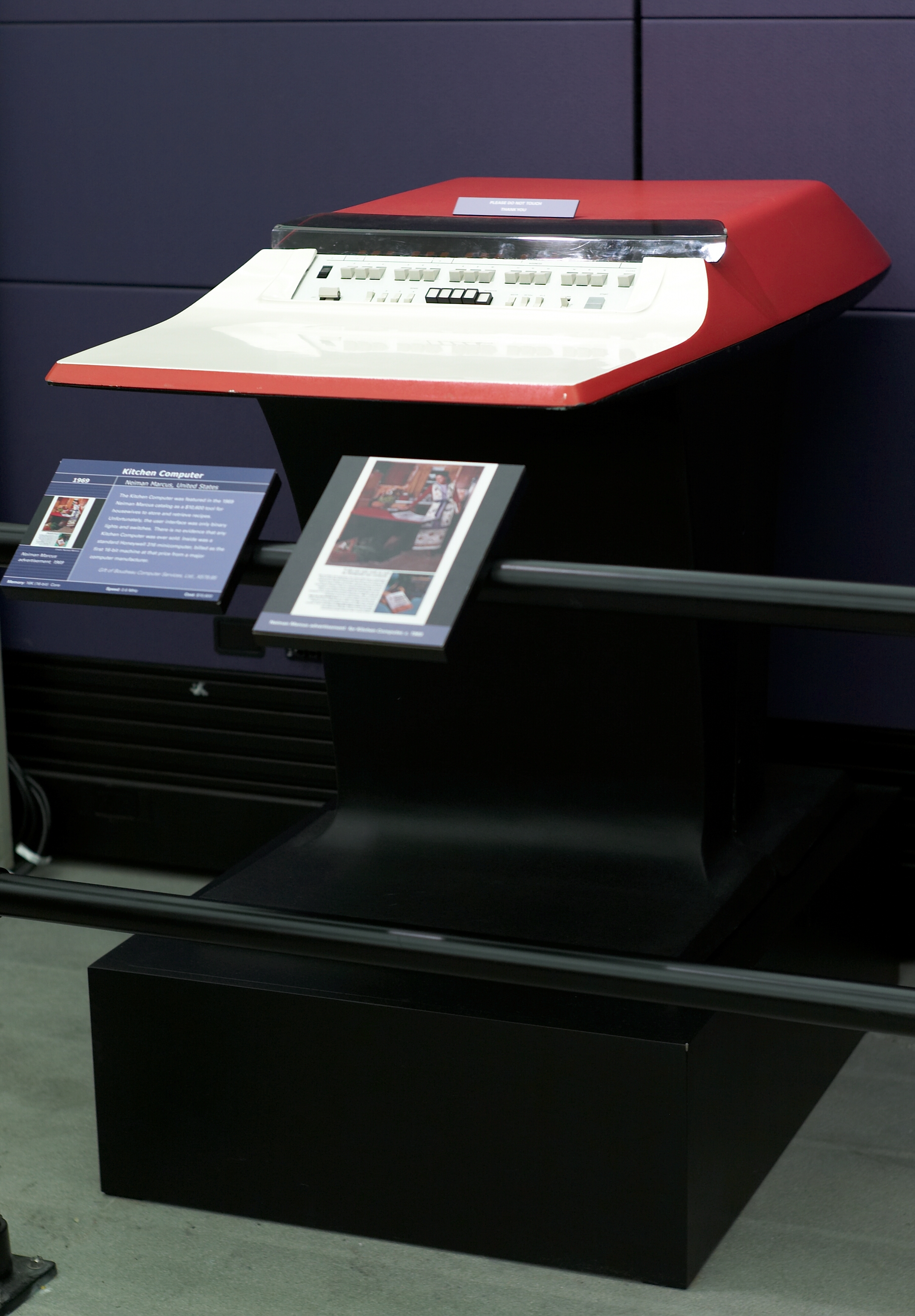
コンピュータ歴史博物館に展示されているキッチン・コンピュータ

ハネウェル・キッチン・コンピュータ (英語: Honeywell Kitchen Computer) またはH316台形モデルは1969年にニーマン・マーカスによって「贅沢な贈り物のアイデア」のシリーズとして短期間営業活動が行われた。本機種は1万ドル（当時の日本円で360万円）で販売され、重さは100ポンド超（45kg超）、料理レシピの保管に便利なものとして宣伝された。ハネウェル・キッチン・コンピュータの想定されていた用途として料理計画や家計簿の補助が含まれていた。宣伝には主婦を古風で見下したような表現が含まれていた。ユーザーインターフェイスはトグルスイッチ入力のバイナリ出力のみで、装置のプログラミングを学ぶために2週間の学習が必要であったため、レシピを読んだり入力したりするのは一般的な主婦や料理人には不可能に近かった。ハネウェル・キッチン・コンピュータはまな板やいくつかのレシピを内蔵していた。これまでにハネウェル・キッチン・コンピュータが実際に販売された（購入者がいた）という証拠は見つかっていない。